# 동인전람
동인전람은 1999년에 설립된 전시회 기획사이다. 전시회, 산업박람회의 기획과 전시회 부스, 시각디자인 시설물(공공디자인) 등의 제작을 하고 있다.